# Collezione di scheletri ebrei

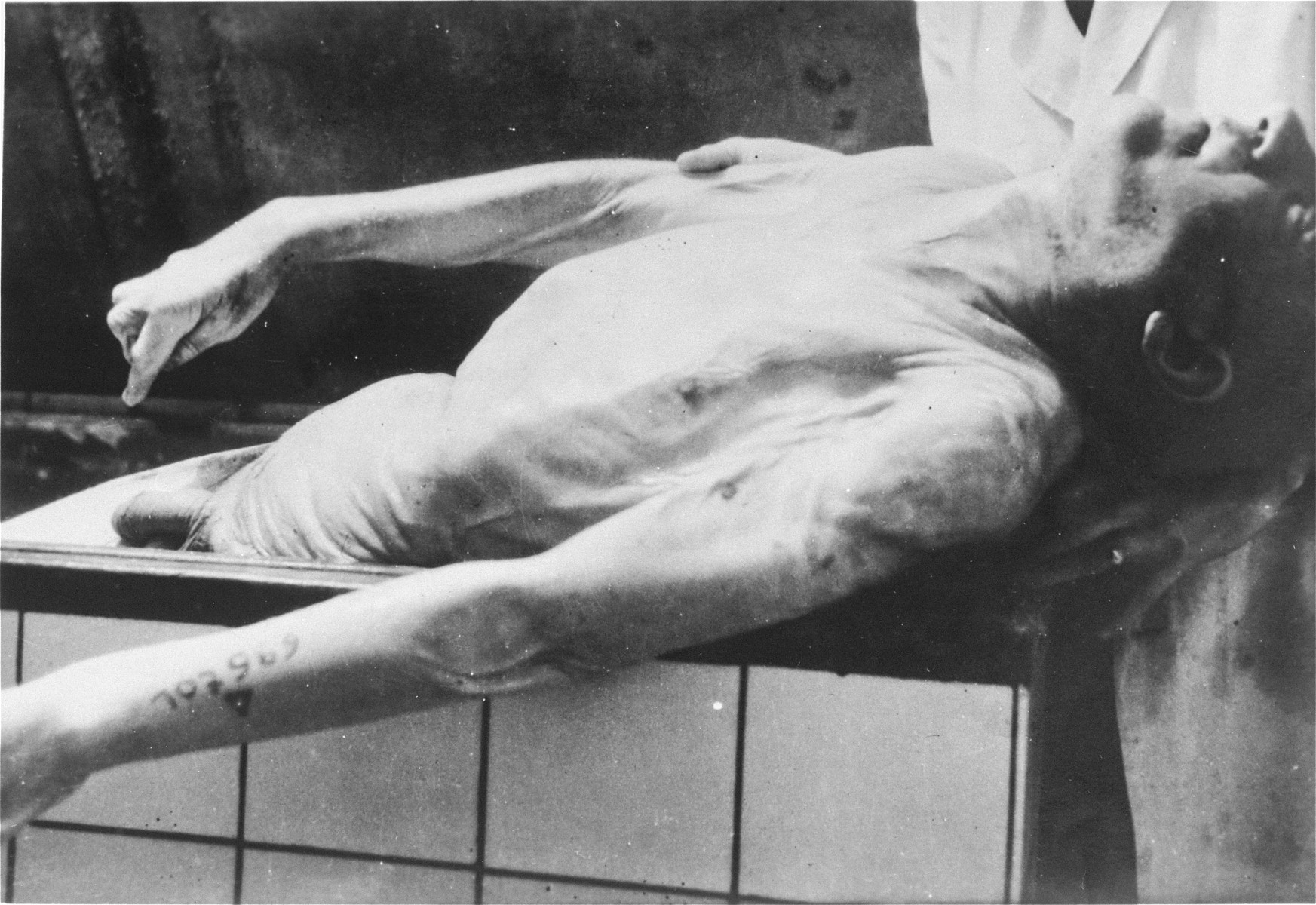
Il corpo di Menachem Taffel, parte della collezione di scheletri ebrei

La collezione di scheletri ebrei fu un tentativo dei nazisti di creare un'esposizione antropologica per mostrare la presunta inferiorità razziale della "razza ebraica" e per sottolineare lo status degli ebrei come Untermenschen ("subumani"), in contrasto con la razza tedesca, che i nazisti consideravano Übermenschen ("superumani"). La collezione doveva essere conservata presso l'Istituto di Anatomia dell'Università del Reich di Strasburgo nella regione annessa dell'Alsazia, dove veniva eseguita la preparazione iniziale dei cadaveri.
La collezione fu autorizzata dal Reichsführer-SS Heinrich Himmler e progettata sotto la direzione di August Hirt con Rudolf Brandt e Wolfram Sievers, direttore generale dell'Ahnenerbe, responsabili dell'approvvigionamento e della preparazione dei cadaveri.
Il lavoro di Hans-Joachim Lang pubblicato nel 2004 rivelò le identità e la storia familiare di tutte le vittime di questo progetto, sulla base della scoperta del numero di prigionieri trovati a Natzweiler-Struthof nei registri dei vaccinati contro il tifo ad Auschwitz. L'elenco dei nomi è stato collocato sul memoriale presso il cimitero dove furono sepolti, presso la struttura utilizzata per ucciderli e presso l'Istituto Anatomico dove furono trovati i cadaveri nel 1944.

## Selezione

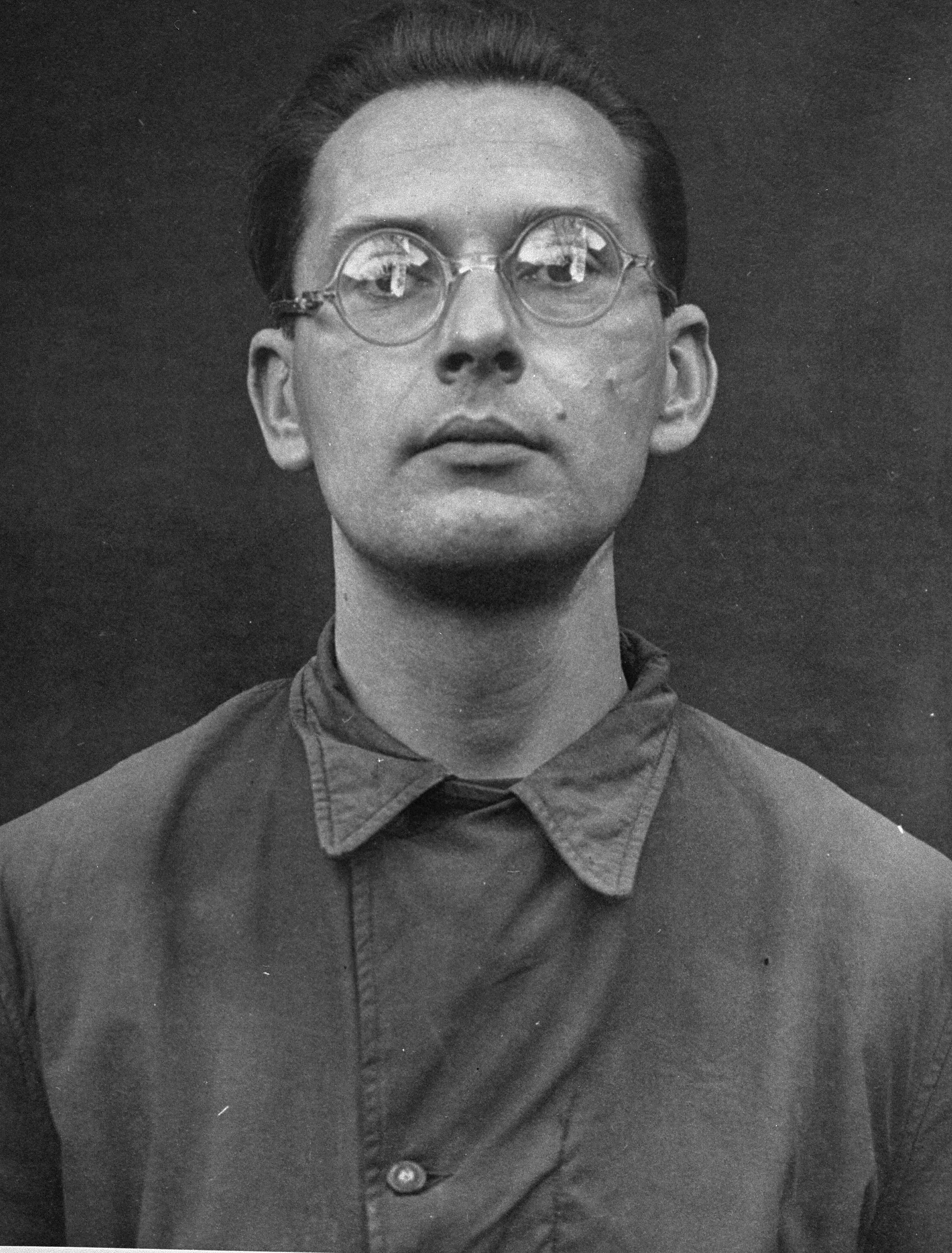
Foto segnaletica di Rudolf Brandt, 1946

Il progetto fu ideato da August Hirt, che ne diresse le fasi prima che la guerra ponesse fine al progetto. In origine, gli "esemplari" da utilizzare nella collezione dovevano essere i commissari ebrei dell'Armata Rossa catturati sul fronte orientale dalla Wehrmacht. Gli 86 individui selezionati per la raccolta furono scelti all'interno di un gruppo di 115 detenuti ebrei nel campo di concentramento di Auschwitz nella Polonia occupata, per le loro caratteristiche razziali stereotipate. Le prime selezioni e i preparativi furono eseguiti dall'SS-Hauptsturmführer Bruno Begere e da Hans Fleischhacker, che arrivò ad Auschwitz nella prima metà del 1943 e terminò i lavori preliminari entro il 15 giugno 1943.
A causa di un'epidemia di tifo ad Auschwitz, i candidati scelti per la collezione di scheletri furono messi in quarantena per evitare che si ammalassero e rovinassero il loro valore di esemplari anatomici. A quel tempo, le misurazioni fisiche furono prese dal gruppo di persone selezionato.
Un estratto da una lettera scritta da Sievers nel giugno 1943 riporta la preparazione e l'epidemia di tifo:"In tutto furono esaminate 115 persone, 79 erano ebrei, 30 erano ebree, 2 erano polacchi e 4 erano asiatici. Attualmente questi prigionieri sono segregati per sesso e sono in quarantena nei due edifici ospedalieri di Auschwitz." Nel febbraio 1942, Sievers presentò a Himmler, tramite Rudolf Brandt, un rapporto di cui il seguente è un estratto letto al processo dei medici di Norimberga dal generale Telford Taylor, consigliere capo dell'accusa a Norimberga:
Il metodo migliore e pratico per ottenere e raccogliere questo materiale del cranio potrebbe essere gestito ordinando alla Wehrmacht di consegnare vivi tutti i commissari ebrei-bolscevichi catturati dalla polizia da campo. A loro volta devono ricevere delle direttive speciali per informare l'ufficio a intervalli regolari del numero e del luogo di detenzione di questi ebrei catturati e per prestare loro particolare attenzione e cura fino all'arrivo di un delegato speciale. Questo delegato speciale, che avrà il compito di mettere in sicurezza il "materiale", ha il compito di effettuare una serie di fotografie, misurazioni antropologiche prestabilite e inoltre deve determinare, per quanto possibile, il contesto, la data di nascita e altri dati personali del detenuto. A seguito della successiva morte indotta dell'ebreo, la cui testa non dovrebbe essere danneggiata, il delegato separerà la testa dal corpo e la trasmetterà al suo proprio punto di destinazione in un barattolo di latta sigillato ermeticamente e appositamente prodotto per questo scopo, riempito con un liquido di conservazione.
Giunti in laboratorio, possono procedere i test di confronto e la ricerca anatomica sul cranio, nonché la determinazione dell'appartenenza razziale delle caratteristiche patologiche della forma del cranio, della forma e delle dimensioni del cervello, ecc. La base di questi studi saranno le foto, le misurazioni e altri dati forniti sulla testa, e infine le prove del cranio stesso.»
()

## Preparazione
Alla fine, 87 dei detenuti furono spediti a Natzweiler-Struthof. Queste persone furono trattenute per circa due settimane nel Blocco 13 del campo in modo che potessero mangiare bene per migliorare il loro aspetto per i calchi desiderati dei loro cadaveri. La morte di 86 di questi detenuti è stata, nelle parole di Hirt, "indotta" in un impianto di gasazione improvvisato a Natzweiler-Struthof, i loro cadaveri sono stati successivamente inviati a Strasburgo: 57 uomini e 29 donne. Le gasazioni avvennero l'11, 13, 17 e 19 agosto, condotte dal comandante Josef Kramer: ordinò alle vittime di spogliarsi, mise il veleno nell'impianto di ventilazione e osservò le persone morire. Una vittima fu uccisa a colpi di arma da fuoco per aver voluto evitare di essere gasata e quindi non fece parte della collezione. Josef Kramer, comandante ad interim di Natzweiler-Struthof (che divenne poi il comandante ad Auschwitz e l'ultimo comandante di Bergen-Belsen), eseguì personalmente la gasazione delle vittime, secondo la sua testimonianza al processo del dopoguerra. Si ritiene che tre uomini siano morti durante il trasporto da Auschwitz a Natzweiler-Struthof.
La fase successiva del processo di "raccolta" fu la realizzazione dei calchi anatomici dei corpi prima di ridurli a scheletri. Con l'avvicinarsi degli Alleati nel 1944, ci fu preoccupazione per la possibilità che i cadaveri potessero essere scoperti, poiché non erano ancora stati scarnificati. Nel settembre 1944, Sievers inviò un telegramma a Brandt:"La collezione può essere scarnificata e resa irriconoscibile. Questo, tuttavia, significherebbe che l'intero lavoro è stato fatto per niente - almeno in parte - e che questa singolare collezione andrebbe perduta per la scienza, poiché sarebbe impossibile fare poi dei calchi in gesso."
Alcuni lavori furono eseguiti presso l'Istituto Anatomico, ma il progetto non fu mai portato a termine. I calchi del corpo non furono realizzati e i cadaveri non furono resi scheletri. Quando gli Alleati arrivarono, trovarono i cadaveri, alcuni completi e altri decapitati, conservati nella formalina.

## Conseguenze

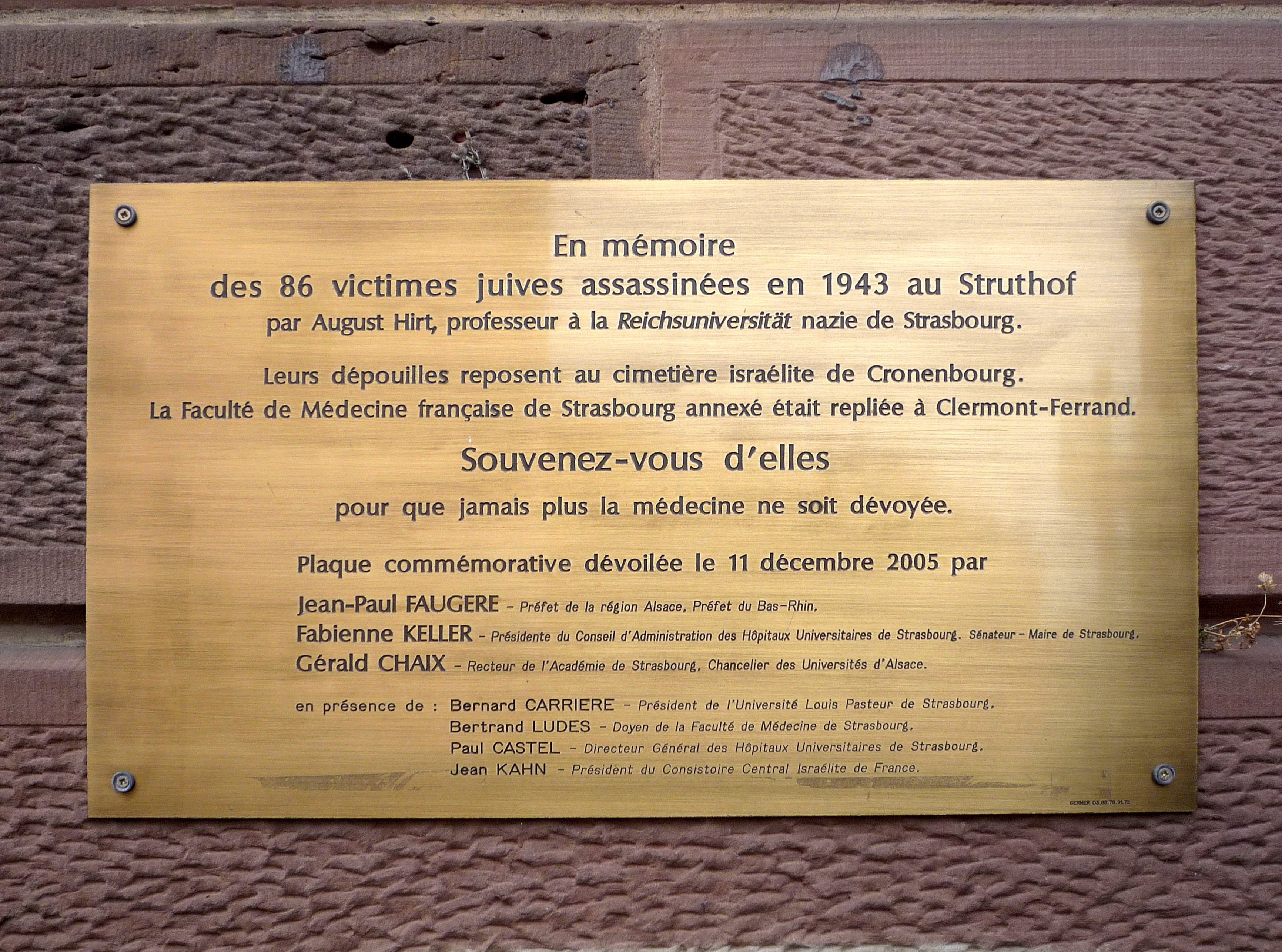
Targa commemorativa presso l'Istituto di Anatomia di Strasburgo. Le 86 vittime ebree vennero selezionate dal prof. August Hirt per delle analisi antropometriche, furono uccise nella camera a gas e successivamente i corpi furono usati per allestire l'esposizione antropologica. Lo storico e antropologo culturale Hans-Joachim Lang dimostrerà che questo inutile pluriomicidio compiuto per uno scopo pseudoscientifico usò donne e uomini di Auschwitz I. Infatti le donne furono selezionate dal blocco 10, e gli uomini dal blocco 21 per un totale di 86 internati.

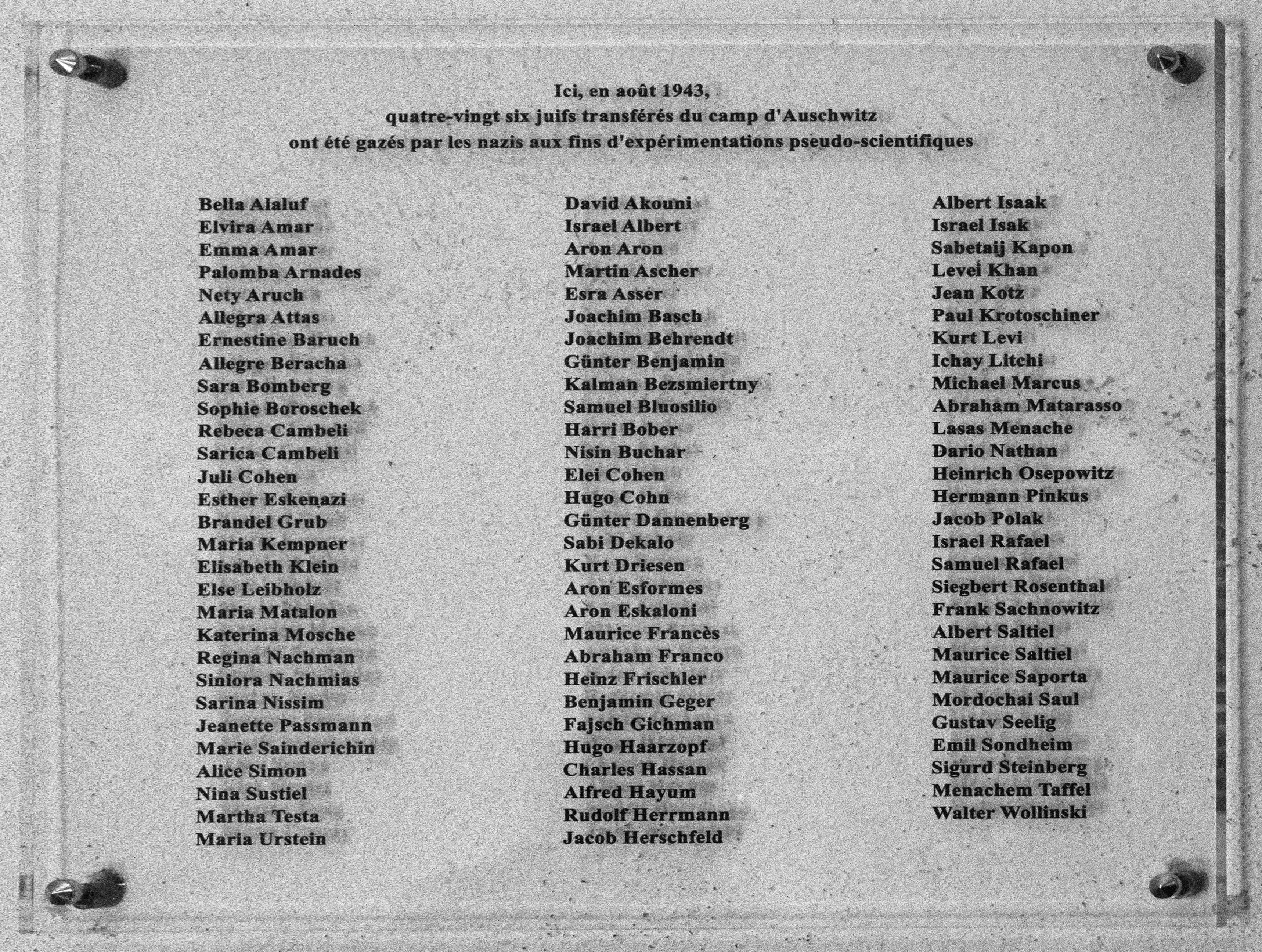
Targa commemorativa con i nomi delle vittime fuori dalla camera a gas del campo di concentramento di Natzweiler-Struthof

Brandt e Sievers furono incriminati, processati e condannati nel processo ai dottori di Norimberga, ed entrambi furono impiccati nella prigione di Landsberg il 2 giugno 1948. Josef Kramer fu condannato per crimini di guerra e impiccato nella prigione di Hamelin dal boia britannico Albert Pierrepoint il 13 dicembre 1945. August Hirt, che concepì l'intero progetto, fu condannato a morte in contumacia al processo militare per crimini di guerra a Metz il 23 dicembre 1953. All'epoca non seppe che Hirt si fosse sparato il 2 giugno 1945, nei pressi della città di Schluchsee, mentre era nascosto nella Foresta Nera.
Nel 1974, Bruno Beger fu condannato da un tribunale della Germania occidentale come complice degli 86 omicidi per il suo ruolo avuto nel procurare le vittime della collezione di scheletri ebrei. Fu condannato a tre anni di reclusione, la pena minima, ma non scontò la pena in carcere. Secondo la sua famiglia, Beger è morto a Königstein im Taunus il 12 ottobre 2009.
Per molti anni, solo una singola vittima fu identificata positivamente grazie agli sforzi di Serge e Beate Klarsfeld: Menachem Taffel, prigioniero n° 107969, un ebreo di origine polacca che viveva a Berlino.
Nel 2003, Hans-Joachim Lang, un professore tedesco all'Università di Tubinga, è riuscito a identificare tutte le vittime confrontando un elenco di numeri di detenuti degli 86 cadaveri dell'Università del Reich di Strasburgo, registrato di nascosto dall'assistente francese di Hirt, Henri Henrypierre, con un elenco del numero di detenuti vaccinati ad Auschwitz. I nomi e le informazioni biografiche delle vittime furono pubblicati nel libro Die Namen der Nummern (I nomi dei numeri). Rachel Gordon e Joachim Zepelin hanno poi tradotto in inglese l'introduzione al libro sul sito web dove è pubblicato l'intero libro in tedesco, comprese le biografie delle 86 persone.
Lang racconta in dettaglio l'iter di come ha determinato le identità delle 86 vittime gasate per il progetto del dottor August Hirt della collezione di scheletri ebrei. Quarantasei di questi individui furono originari di Salonicco. Gli 86 provenirono da otto paesi dell'Europa occupata dai tedeschi: Austria, Paesi Bassi, Francia, Germania, Grecia, Norvegia, Belgio e Polonia.
Nel 1951, i resti delle 86 vittime furono nuovamente sepolti nel cimitero ebraico di Cronenbourg-Strasburgo. L'11 dicembre 2005 furono deposte delle lapidi nel cimitero con incisi i nomi delle 86 vittime: una è nel luogo della fossa comune, l'altra lungo il muro del cimitero, la terza targa in onore delle vittime è stata collocata fuori dall'Istituto di Anatomia dell'Ospedale Universitario di Strasburgo. Il 9 luglio 2015, il medico francese Raphael Toledano ha scoperto al Museo dell'Istituto forense di Strasburgo diversi campioni di tessuto nascosti, presumibilmente provenienti dal corpo di Menachem Taffel. Questi ultimi resti sono stati sepolti nel cimitero ebraico di Cronenbourg il 6 settembre 2015.
Come ha affermato il giornalista e ricercatore Lang, una volta che è stata pubblicata la sua lunga ricerca sulle identità delle 86 persone uccise per ordine di Hirt, «non dovrebbe essere consentito agli autori di avere l'ultima parola».